# Nowy Dwór (Wodzisław)
Pour les articles homonymes, voir Nowy Dwór.
Nowy Dwór est une localité polonaise de la gmina de Lubomia, située dans le powiat de Wodzisław en voïvodie de Silésie.